# Rossioglossum oerstedii
Rossioglossum oerstedii är en orkidéart som först beskrevs av Heinrich Gustav Reichenbach, och fick sitt nu gällande namn av Mark W. Chase och Norris Hagan Williams. Rossioglossum oerstedii ingår i släktet Rossioglossum och familjen orkidéer. Inga underarter finns listade i Catalogue of Life.

## Bildgalleri

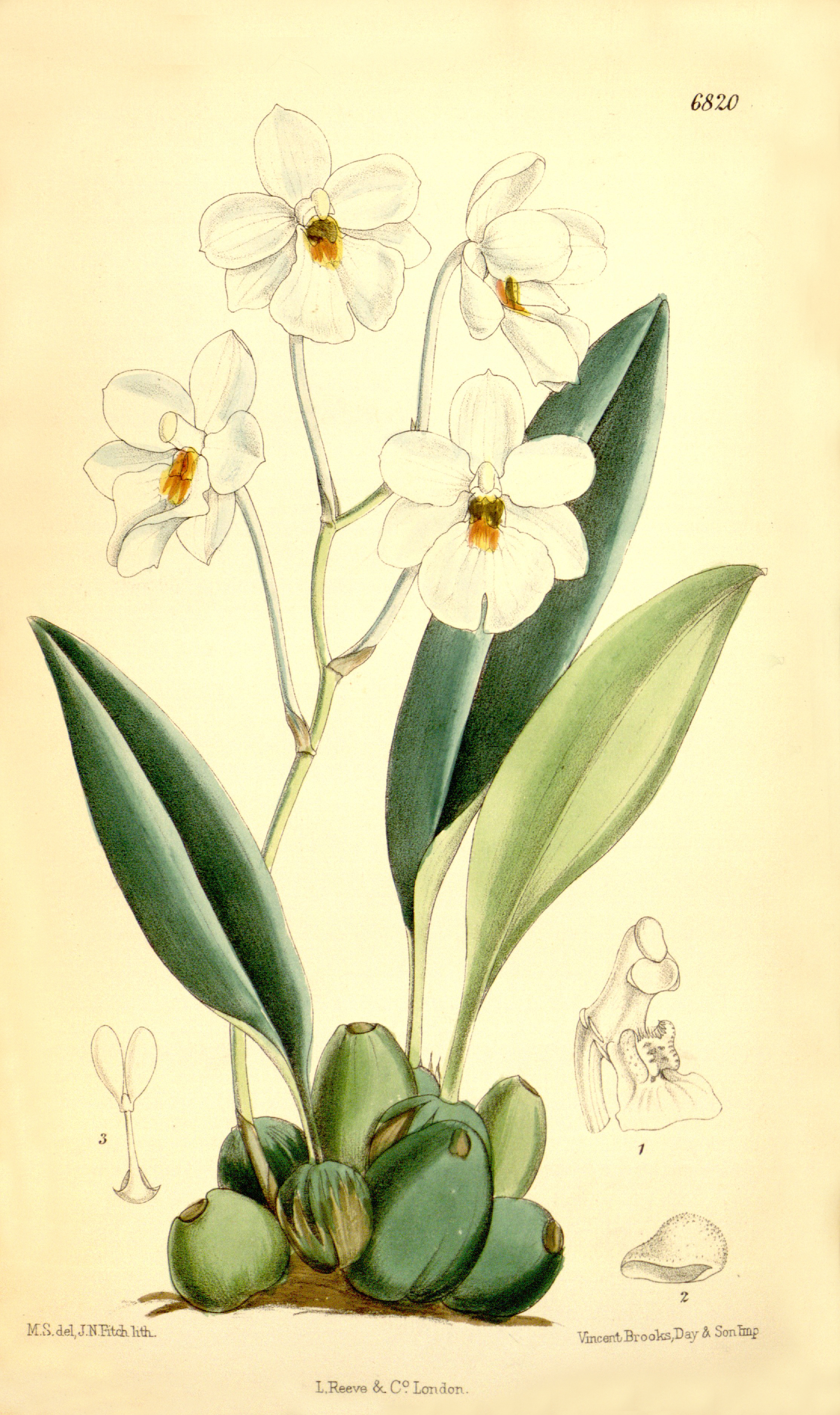
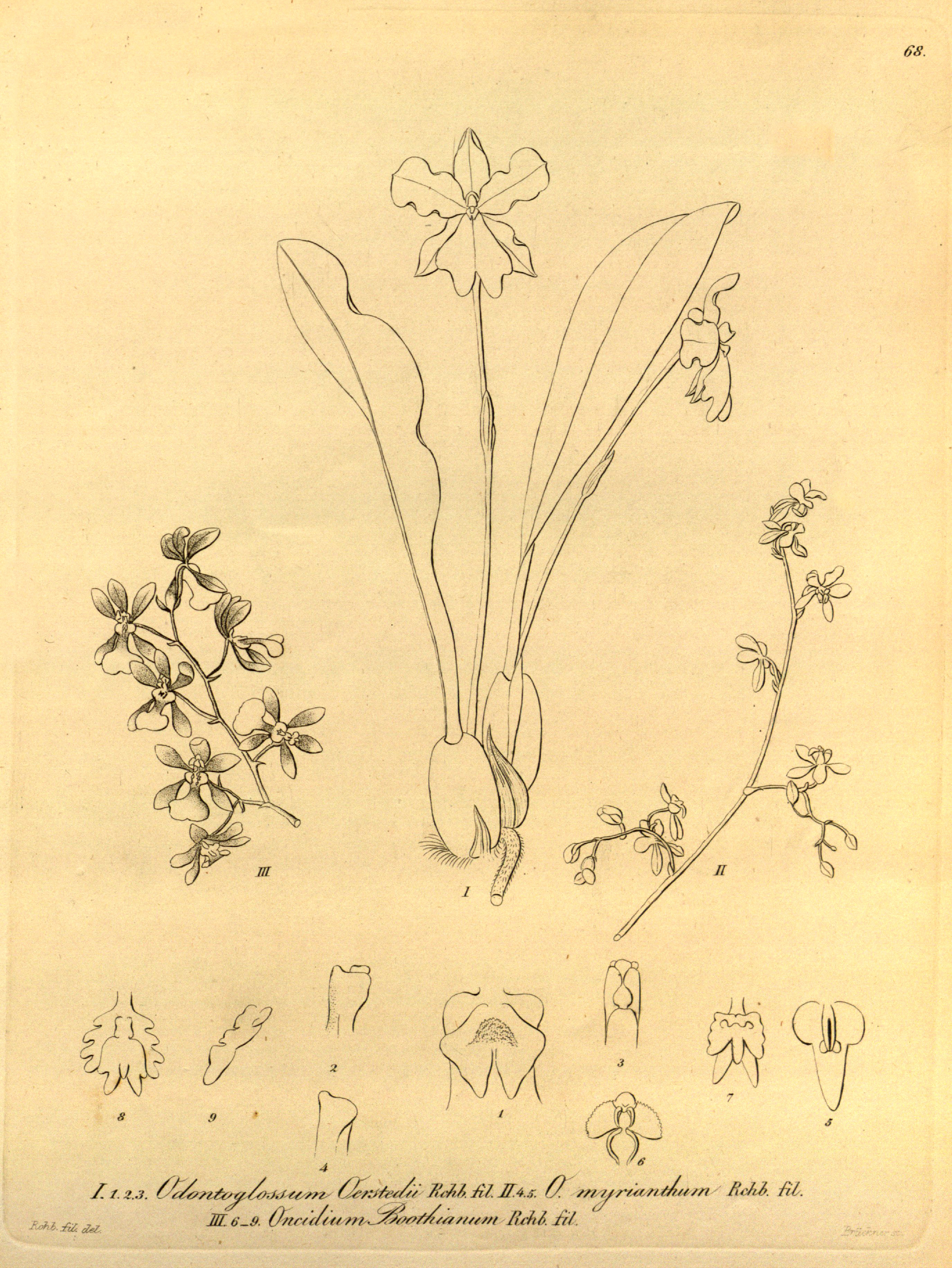